# Суконная фабрика Добри Желязкова
Сливенская суконная фабрика Добри Желязкова — бывшее промышленное предприятие в городе Сливен, прекратившее производственную деятельность и преобразованное в музей.
Памятник архитектуры XIX века.

## История
Суконная фабрика купца Добри Желязкова была открыта в 1834 году и стала первым предприятием фабрично-заводского типа на территории Болгарии.
Позднее Желязков отправился в Стамбул, где встретился с султаном Махмудом II. В соответствии с подписанным в 1835 году указом султана турецкие власти взяли на себя обязательства предоставить Желязкову станки и ещё одно здание. Желязков, в свою очередь, был должен осуществлять поставки шерсти, обустраивать фабрику, нанимать рабочих и оплачивать их труд, а также продавать произведённую ткань по фиксированной цене 22 грошей за аршин Османской армии и турецкой администрации.
В 1837 году фабрика была упомянута французским путешественником Ами Буэ. 
В 1842 году предприятие начало расширяться, было возведено ещё одно производственное здание. 
В 1845 году фабрика перешла в собственность турецких властей, а в 1853 году Желязков был отстранён от управления фабрикой. 
В ходе русско-турецкой войны 4 января 1878 года Сливен был освобождён русским отрядом генерала Э. К. Деллингсхаузена. В дальнейшем в городе начали работу ещё несколько предприятий текстильной промышленности.
После начала экономического кризиса 1900 - 1903 гг. положение фабрики осложнилось, после пожара в 1904 году предприятие было закрыто и в 1904 - 1944 годы использовалось в качестве тюрьмы. После второй мировой войны превращено в музей.